# پیرکوچه
پیرکوچه (به لاتین: Pirəköcə) یک منطقه مسکونی در جمهوری آذربایجان است که در شهرستان کردامیر واقع شده است. پیرکوچه ۳۸۷ نفر جمعیت دارد.